# Şenköy, Yayladağı
Şenköy là một thị trấn thuộc huyện Yayladağı, tỉnh Hatay, Thổ Nhĩ Kỳ. Dân số thời điểm năm 2011 là 1.476 người.